# Телескопический погрузчик

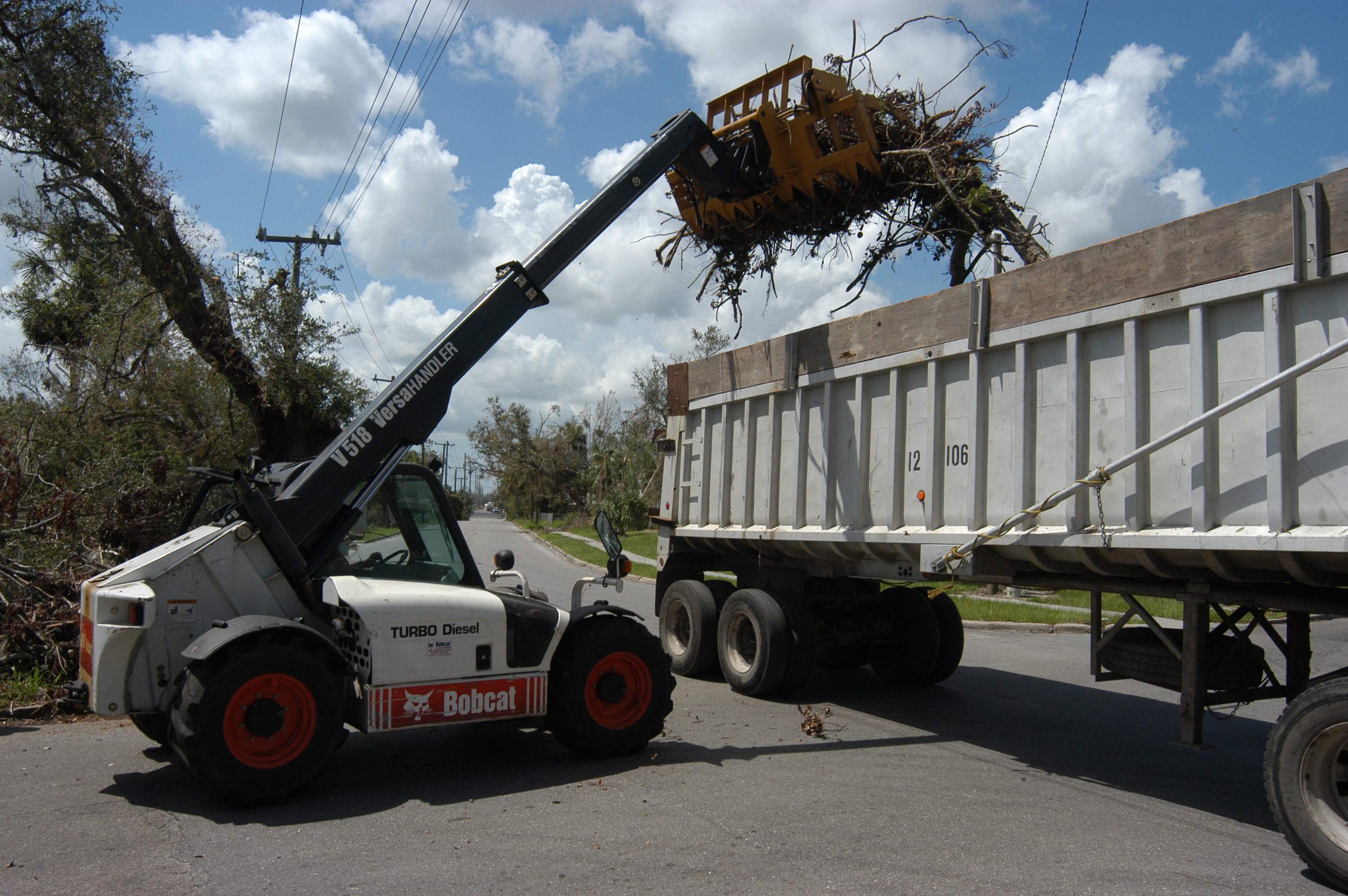
Телескопический погрузчик Bobcat

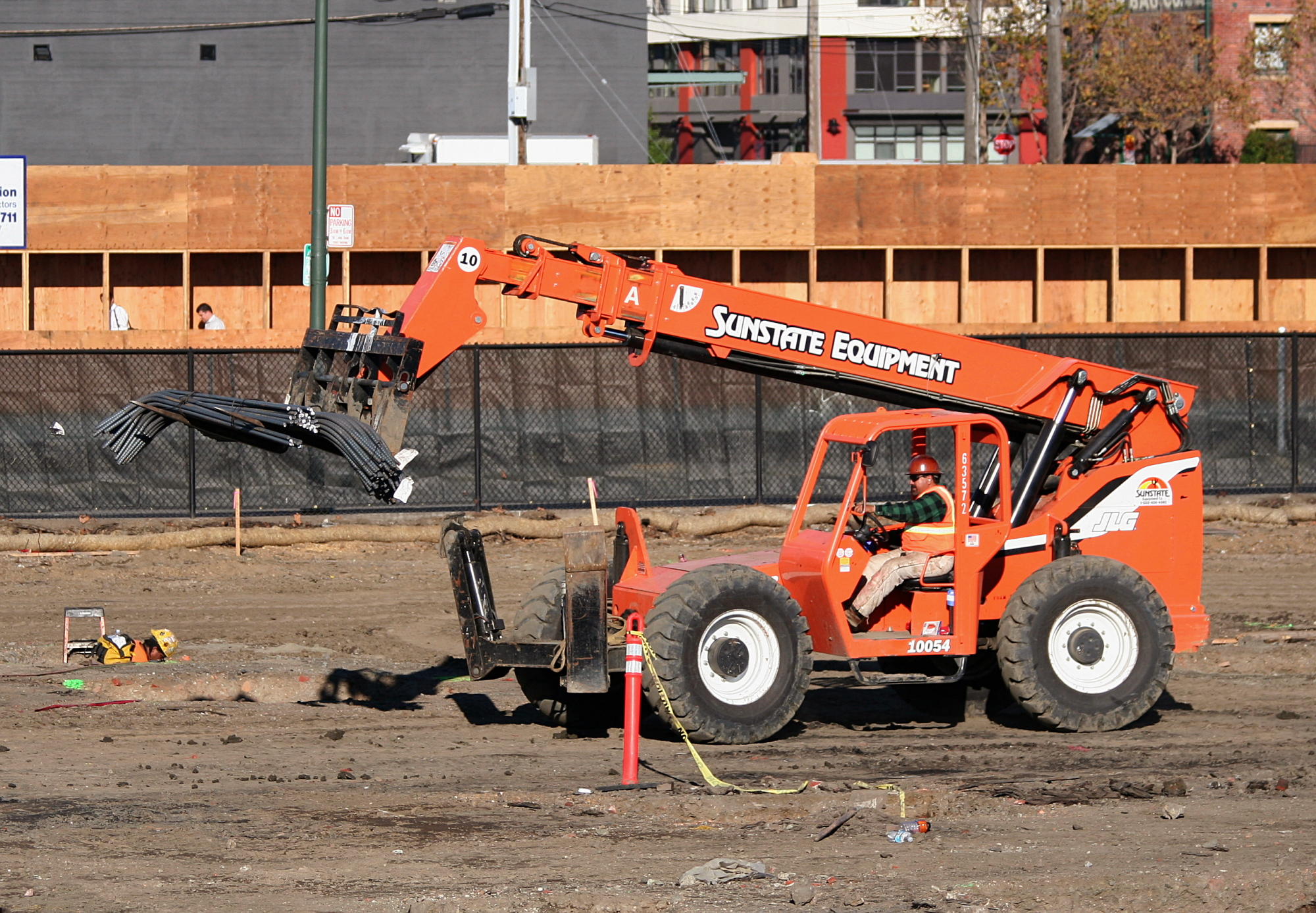
Телескопический погрузчик JLG

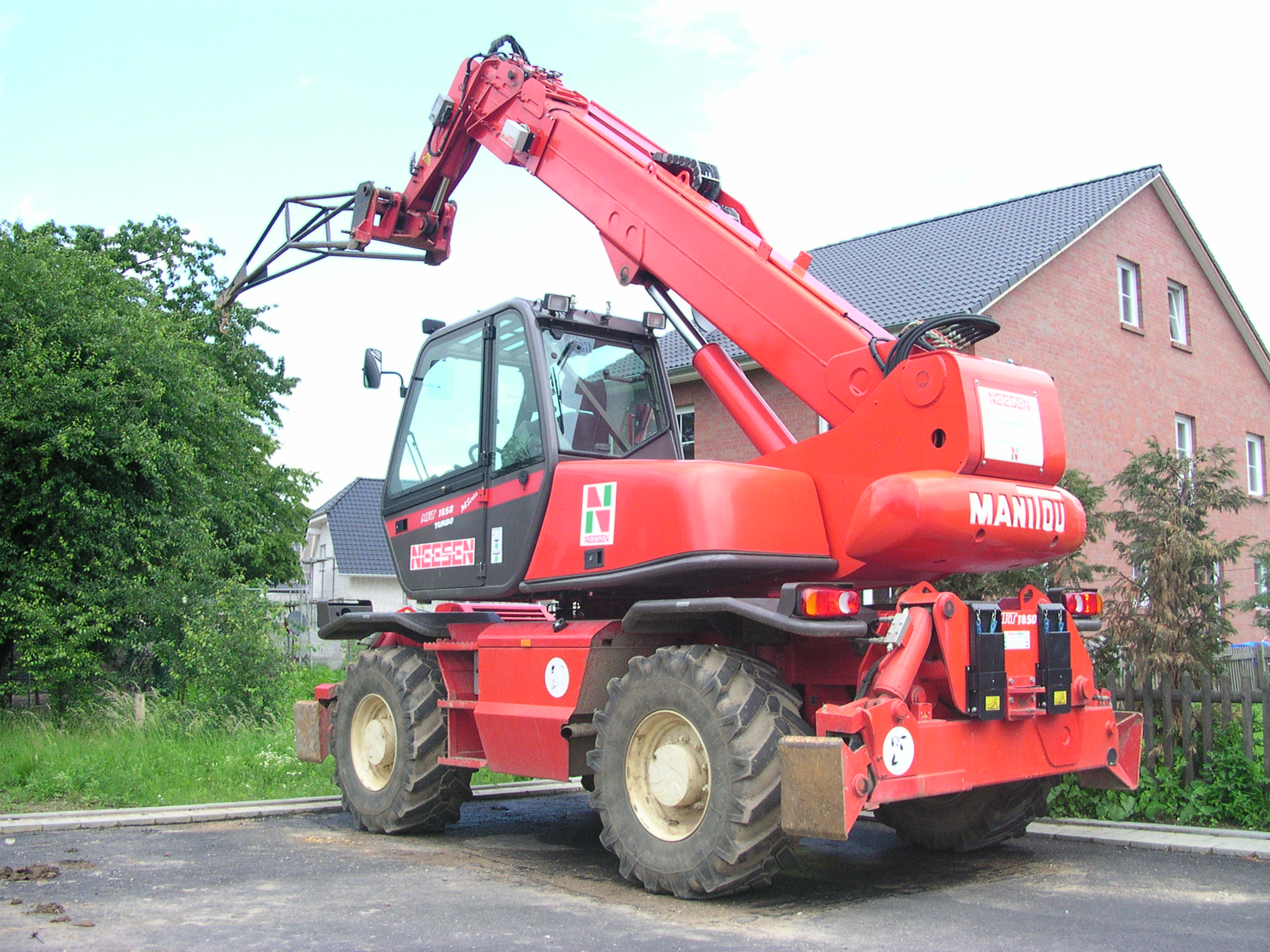
Типичный вращающийся телескопический погрузчик

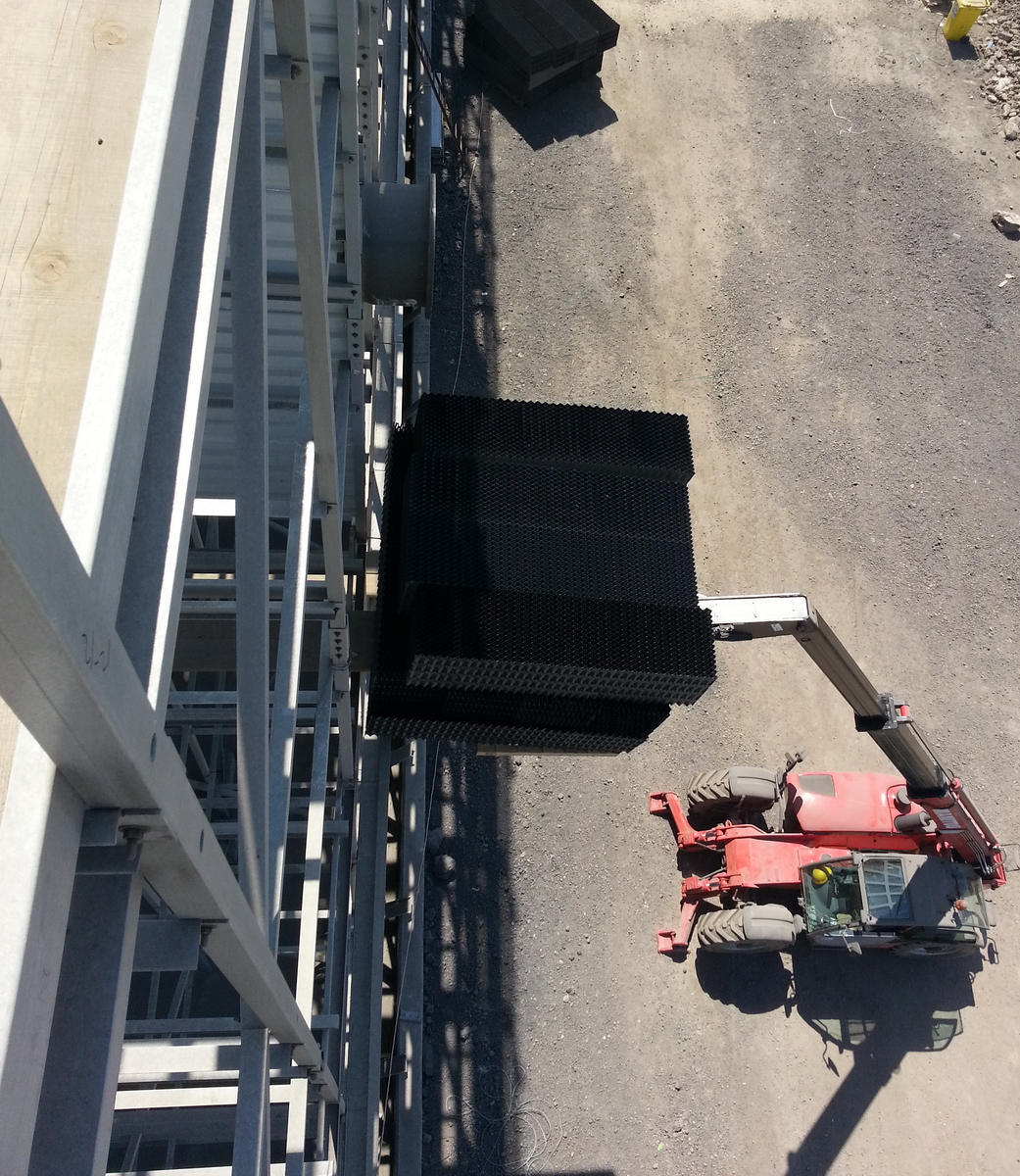
Телескопический погрузчик, используемый при строительстве градирен

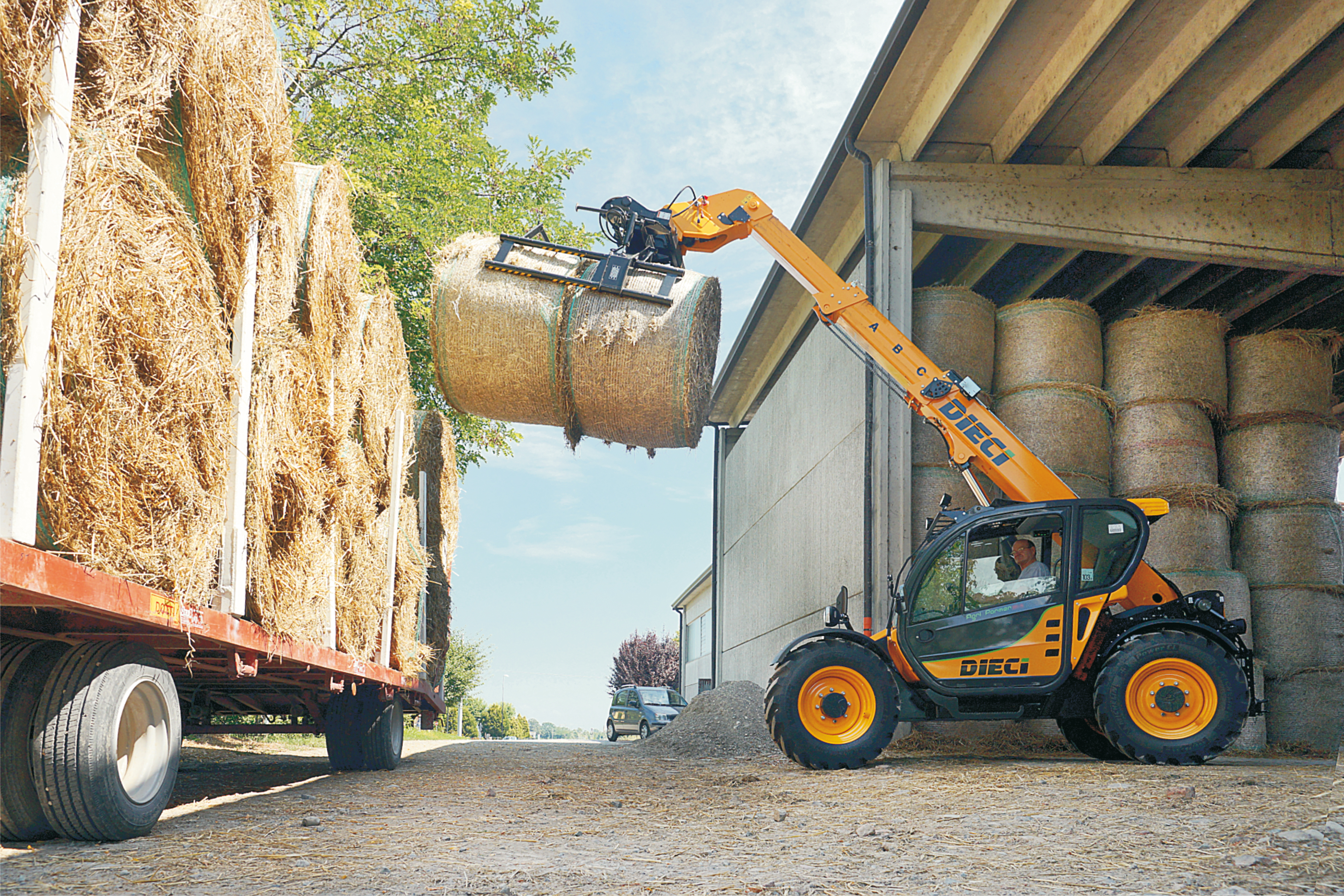
Телескопический погрузчик Dieci Agri Farmer

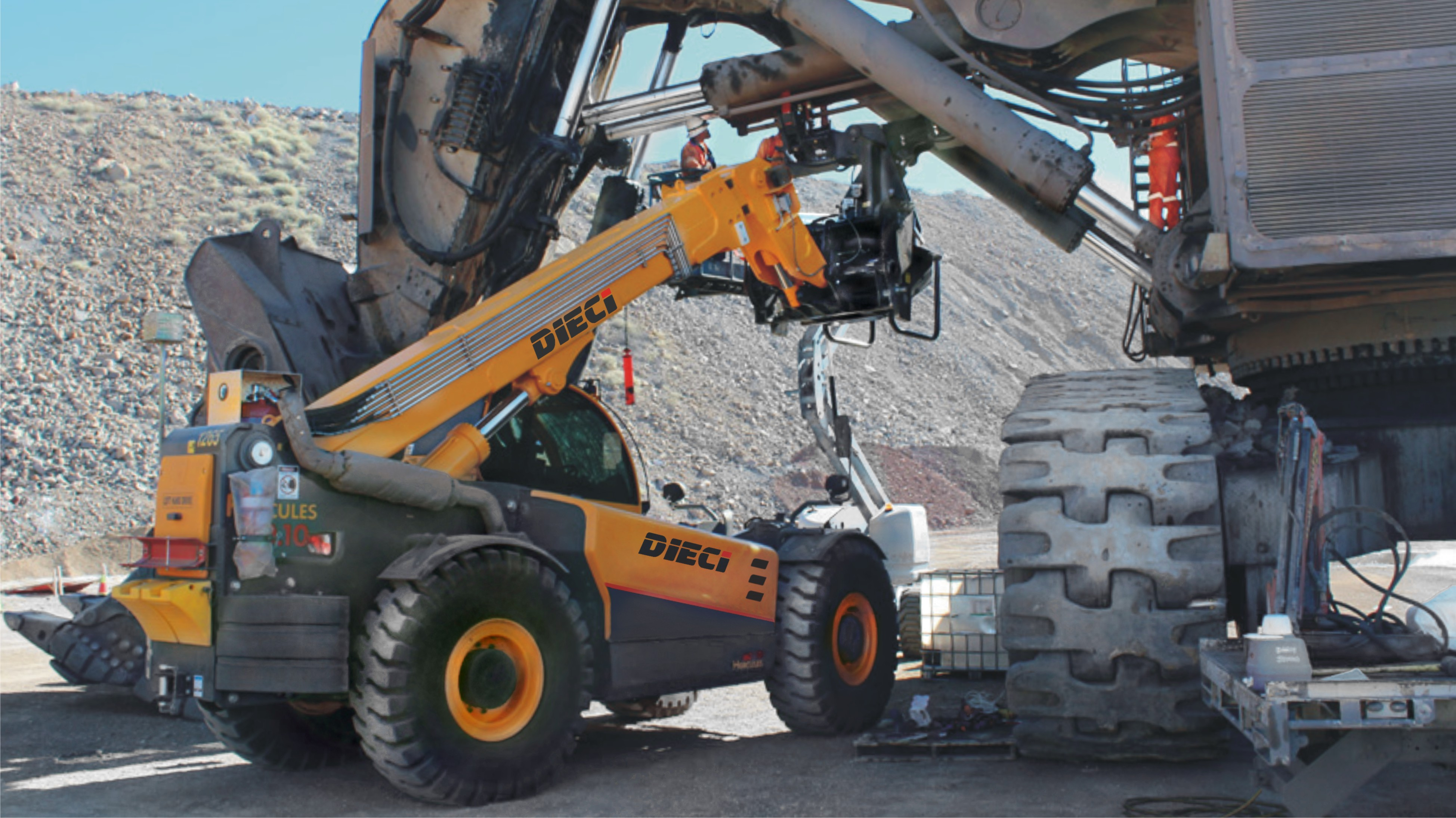
Телескопический погрузчик Dieci, работающий с приспособлением для перемещения цилиндров

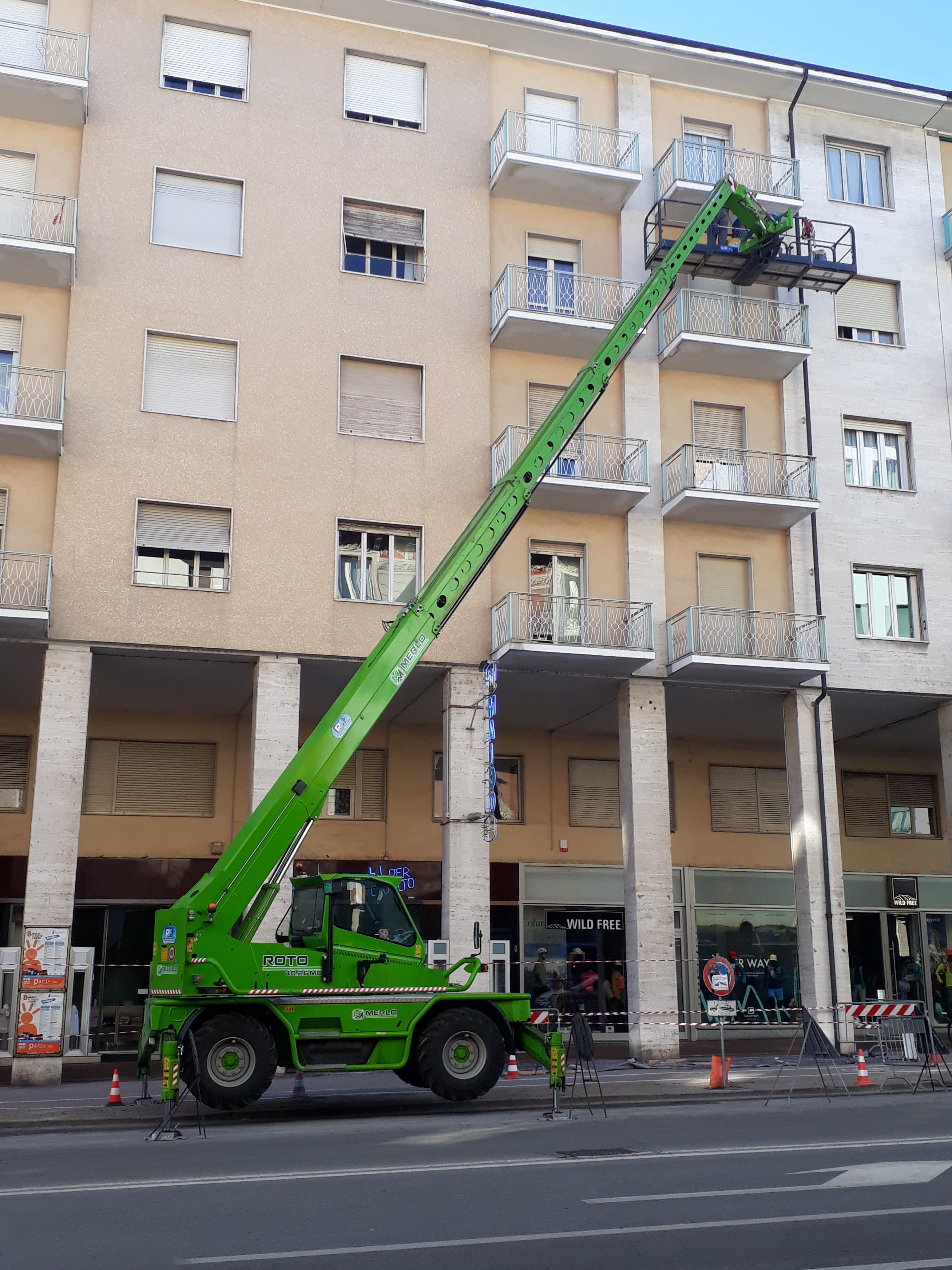
Поворотный телескопический погрузчик Merlo модель ROTO

Телескопический погрузчик, также называемый погрузчиком, телескопическим погрузчиком, телепортером, ричтраком или масштабирующей стрелой, представляет собой машину, широко используемую в сельском хозяйстве и промышленности. Он чем-то похож на вилочный погрузчик, но имеет стрелу (телескопический цилиндр), что делает его скорее краном, чем вилочным погрузчиком, с повышенной универсальностью за счет одной телескопической стрелы, которая может выдвигаться вперед и вверх от автомобиля. Стрела может быть оснащена различным навесным оборудованием, например ковшом, вилами для поддонов, захватом для навоза или лебедкой .

## Использование
В промышленности наиболее распространенным навесным оборудованием для телескопического погрузчика являются вилы для поддонов, а наиболее распространенным применением является перемещение грузов в места, недоступные для обычного вилочного погрузчика, и обратно. Например, телескопические погрузчики способны извлекать грузы на поддонах из прицепа и размещать грузы на крышах и других высоких местах. В противном случае для последнего применения потребовался бы кран, что не всегда практично и экономно по времени.
В сельском хозяйстве наиболее распространенным навесным оборудованием для телескопического погрузчика являются ковши или ковшовые грейферы. Опять же, наиболее распространенным применением является перемещение грузов в места и обратно, недоступные для «обычной машины», которой в данном случае является колесный погрузчик или экскаватор-погрузчик. Например, телескопические погрузчики имеют возможность проникать непосредственно в прицеп или бункер с высокими бортами. В противном случае для последнего применения потребовалась бы погрузочная рампа, конвейер или что-то подобное.
Телескопический погрузчик также может работать с стрелой крана вместе с подъемом грузов, навесное оборудование, которое имеется на рынке, — это ковши для грязи, ковши для зерна, ротаторы, силовые стрелы. Сельскохозяйственная серия также может быть оснащена трехточечной навеской и механизмом отбора мощности.
Преимущество телескопического погрузчика также является его самым большим ограничением: когда стрела выдвигается или поднимается, неся груз, она действует как рычаг и приводит к тому, что транспортное средство становится все более нестабильным, несмотря на наличие противовесов в задней части. Это означает, что грузоподъемность быстро снижается по мере увеличения рабочего радиуса (расстояния между передней частью колес и центром груза). При использовании в качестве погрузчика одинарная стрела (а не сдвоенная стрела) очень сильно нагружена, и даже при тщательном проектировании она является недостатком. Автомобиль с пробегом 5,000 фунт (2,268 кг) грузоподъемность при втянутой стреле позволяет безопасно поднять всего 400 фунт (180 кг) при полностью выдвинутом положении стрелы под небольшим углом. Та же машина за 5,000 фунт (2,268 кг) грузоподъемность при втянутой стреле может выдерживать до 10,000 фунт (4,536 кг) при поднятой стреле на 70°. Оператор оснащен диаграммой нагрузки, которая помогает ему определить, выполнима ли данная задача, принимая во внимание вес, угол наклона стрелы и высоту. В противном случае большинство телескопических погрузчиков теперь используют компьютер, который использует датчики для мониторинга транспортного средства и предупреждает оператора и/или отключает дальнейшие управляющие сигналы, если пределы транспортного средства превышены, причем последнее является юридическим требованием в Европе, контролируемым EN15000. Машины также могут быть оснащены передними стабилизаторами, которые увеличивают грузоподъемность оборудования в неподвижном состоянии, а также машины, которые полностью стабилизированы поворотным соединением между верхней и нижней рамами, которые можно назвать мобильными кранами, хотя обычно они все еще могут использовать ковш., и их также часто называют машинами Roto. Они представляют собой гибрид телескопического погрузчика и небольшого крана.

## Лицензирование оператора
В некоторых юрисдикциях для управления телескопическим погрузчиком требуется лицензия в соответствии с законодательством или постановлениями национального или другого юрисдикционного органа.
Например, в Австралии Золотую карту можно получить для телескопических погрузчиков грузоподъемностью три тонны и менее для стандартного навесного оборудования, при котором машина управляется снизу. Золотая карта выдается Австралийской ассоциацией телескопических погрузчиков (TSHA). Золотая карта не является требуемой по закону квалификацией, однако устное обучение не считается подходящим методом обучения. </link> поскольку отсутствуют доказательства компетентностной подготовки. По закону требуется профессиональное обучение с подтверждением обучения и письменной оценкой. в Австралии.
В Виктории, Австралия, лицензия WorkSafe CN — это требуемая по закону лицензия для машин грузоподъемностью более трех тонн со стандартным навесным оборудованием, при которых машина управляется снизу. Телескопические погрузчики, оснащенные приспособлениями для приподнятых рабочих платформ и управляемые из корзины, классифицируются как приподнятые рабочие платформы и требуют лицензий на приподнятые рабочие платформы, таких как Желтая карта EWPA или лицензия Worksafe WP. При использовании телескопических погрузчиков поворотного типа может потребоваться лицензия WorkSafe C2 или выше.